# Юха Лаппалайнен
Юха Лаппалайнен (фін. Juha Lappalainen; нар. 3 лютого 1973, Вантаа, провінція Уусімаа) — фінський борець греко-римського стилю, переможець Північного чемпіонату, учасник Олімпійських ігор.

## Життєпис
Боротьбою почав займатися з 1980 року.
Виступав за спортивний клуб «Ylä-Tikkurilan Kipinä» Вантаа.
Після завершення спортивної кар'єри зосередився на тренерській діяльності. Тренував чемпіона Європи з греко-римської боротьби Яркко Ала-Хуйкку.

## Спортивні результати на міжнародних змаганнях

### Виступи на Олімпіадах
| Змагання                    | Збірна    | Вагова категорія                 | Місце |
| --------------------------- | --------- | -------------------------------- | ----- |
| Літні Олімпійські ігри 2000 | Фінляндія | греко-римська боротьба, до 69 кг | 14    |

### Виступи на Чемпіонатах світу
| Змагання                        | Збірна    | Вагова категорія                 | Місце |
| ------------------------------- | --------- | -------------------------------- | ----- |
| Чемпіонат світу з боротьби 1999 | Фінляндія | вільна боротьба, до 69 кг        | 20    |
| Чемпіонат світу з боротьби 2001 | Фінляндія | греко-римська боротьба, до 69 кг | 23    |
| Чемпіонат світу з боротьби 2003 | Фінляндія | греко-римська боротьба, до 66 кг | 23    |

### Виступи на Чемпіонатах Європи
| Змагання                         | Збірна    | Вагова категорія                 | Місце |
| -------------------------------- | --------- | -------------------------------- | ----- |
| Чемпіонат Європи з боротьби 1998 | Фінляндія | вільна боротьба, до 69 кг        | 14    |
| Чемпіонат Європи з боротьби 1999 | Фінляндія | вільна боротьба, до 69 кг        | 11    |
| Чемпіонат Європи з боротьби 2000 | Фінляндія | вільна боротьба, до 69 кг        | 9     |
| Чемпіонат Європи з боротьби 2001 | Фінляндія | греко-римська боротьба, до 69 кг | 9     |
| Чемпіонат Європи з боротьби 2002 | Фінляндія | греко-римська боротьба, до 66 кг | 9     |
| Чемпіонат Європи з боротьби 2003 | Фінляндія | греко-римська боротьба, до 66 кг | 6     |
| Чемпіонат Європи з боротьби 2006 | Фінляндія | греко-римська боротьба, до 74 кг | 11    |

### Виступи на Північних чемпіонатах
| Змагання                            | Збірна    | Вагова категорія                 | Місце  |
| ----------------------------------- | --------- | -------------------------------- | ------ |
| Північний чемпіонат з боротьби 2002 | Фінляндія | греко-римська боротьба, до 74 кг | Золото |

### Виступи на інших змаганнях
| Змагання                                                             | Збірна    | Вагова категорія                 | Місце  |
| -------------------------------------------------------------------- | --------- | -------------------------------- | ------ |
| Кубок Вантаа з боротьби 1995                                         | Фінляндія | греко-римська боротьба, до 68 кг | 6      |
| Кубок Вантаа з боротьби 1997                                         | Фінляндія | греко-римська боротьба, до 69 кг | 4      |
| Тестовий турнір FILA 1998                                            | Фінляндія | вільна боротьба, до 69 кг        | 5      |
| Кубок Вантаа з боротьби 1998                                         | Фінляндія | греко-римська боротьба, до 76 кг | Срібло |
| Олімпійський кваліфікаційний турнір з боротьби 2000 (Фаенца)         | Фінляндія | греко-римська боротьба, до 69 кг | Срібло |
| Олімпійський кваліфікаційний турнір з боротьби 2000 (Клермон-Ферран) | Фінляндія | греко-римська боротьба, до 69 кг | 6      |
| Гран-прі Німеччини з боротьби 2002                                   | Фінляндія | греко-римська боротьба, до 74 кг | Бронза |
| Олімпійський кваліфікаційний турнір з боротьби 2004 (Ташкент)        | Фінляндія | греко-римська боротьба, до 66 кг | 5      |
| Гран-прі Німеччини з боротьби 2004                                   | Фінляндія | греко-римська боротьба, до 74 кг | 7      |